# 안젤로 안퀼레티
안젤로 안퀼레티(이탈리아어: Angelo Anquilletti, 1943년 4월 25일, 롬바르디아 주 산 도나토 밀라네세 ~ 2015년 1월 9일, 롬바르디아 주 밀라노)는 이탈리아의 전 축구 수비수였다. 거칠면서도 신사적인 안퀼레티는 정상급 우측 측면 수비수로, 힘, 활력, 효율, 위치 선정, 견제, 예측, 그리고 경기를 읽는 능력에서 두각을 나타냈다. 그는 공중 경합에도 강해 안정적으로 공을 따내 동료들에게 안정적으로 분배해, 말년에는 최후방 수비수로도 배치되었다. 그는 오랜 기간 밀란에서 활약하며 이탈리아 국가대표팀의 유로 1968 우승 선수단 일원인 것으로 회자된다. 안퀼레티는 대인 방어에 뛰어나 지지자들이 그를 "뱀장어 안젤로"(Angelo Anguilla)라고 불렀고, 밀란의 전성기에 등번호 2번을 달고 활약했다.

## 클럽 경력
안퀼레티는 1964-65 시즌에 세리에 D의 솔비아테세에서 축구를 시작했다. 1964년, 그는 세리에 A의 아탈란타 선수가 되었고, 1964년 11월 16일에 21세의 나이로 1-0으로 이긴 칼리아리 원정 경기에서 신고식을 치렀다. 그는 베르가모 연고 구단에서 2년을 활약했다. 그 후, 1966년부터 1977년까지는 밀란 선수가 되어 눈에 띌 성과를 거두었고, 11년 동안 쿠디치니, 트라파토니, 로사토, 그리고 슈넬링거와 인상적인 수비진을 구성했는데, 이 수비진은 훗날 마지노선으로 수식되었다. 그는 1969년에 유러피언컵 우승을 거두었고, 1967-68 시즌에는 세리에 A를 우승했고, 유러피언 컵위너스컵을 2번,(1967-68 시즌, 1972-73 시즌), 1969년에는 인터콘티넨털컵을 우승했고, 코파 이탈리아도 4번(1966-67, 1971-72, 1972-73, 1976-77) 우승했다. 그는 레프스키 소피아와의 1968-69 시즌 1라운드 1차전 경기에서 2골을 넣어 그 해 유러피언컵 우승의 초석을 다졌다. 그는 도합하여 밀란의 경기에 418번 출전해 구단의 밀란 역대 최다 출전 9위에 올랐는데, 이 중 278번을 세리에 A에서, 코파 이탈리아에서 71번, 유럽대항전에 63번, 그리고 기타 대회에 6번 출전했다. 그는 몬차에서 세리에 B에서 2년의 말년을 보내다가 36세의 나이로 현역에서 은퇴했다.
도합하여, 그는 세리에 A에서 아탈란타와 밀란 소속으로 세리에 A 326경기, 세리에 B 41경기를 뛰었는데, 현역 시절에 이탈리아 리그에서 득점한 적은 없었다.

## 국가대표팀 경력
안퀼레티는 이탈리아 국가대표팀 경기에 2번 출전했고, 안방에서 열린 유로 1968에 페루초 발카레지 감독의 선수단 일원으로 참가해 한 경기도 출전하지 못했지만 우승을 경험했다. 그는 1969년 1월, 멕시코와의 친선경기에서 국가대표팀 첫 경기를 뛰었는데, 이 경기는 1970년 월드컵을 앞두고 치른 경기로, 그 해에 멕시코전 두 경기를 출전한 것이 그의 국가대표팀 출전 기록의 전부였다. 그는 타르치시오 부르니치와 파브리초 폴레티와 같은 동 역할 쟁쟁한 선수들이 많아 국가대표팀 주전으로 등극하기 역부족이었다.

## 최후
안퀼레티는 2015년 1월 9일, 향년 71세로, 오랜 투병 끝에 영면에 들었다.

## 경력 통계

### 클럽
출처:
| 구단       | 시즌      | 리그 | 리그 | 컵   | 컵 | 유럽 | 유럽 | 기타 | 기타 | 합계 | 합계 |
| 구단       | 시즌      | 출장 | 골   | 출장 | 골 | 출장 | 골   | 출장 | 골   | 출장 | 골   |
| ---------- | --------- | ---- | ---- | ---- | -- | ---- | ---- | ---- | ---- | ---- | ---- |
| 솔비아테세 | 1961–62   | 21   | 0    | -    | -  | -    | -    | -    | -    | 21   | 0    |
| 솔비아테세 | 1962–63   | 33   | 0    | -    | -  | -    | -    | -    | -    | 33   | 0    |
| 솔비아테세 | 1963–64   | 36   | 0    | -    | -  | -    | -    | -    | -    | 36   | 0    |
| 아탈란타   | 1964–65   | 16   | 0    | 2    | 0  | -    | -    | -    | -    | 18   | 0    |
| 아탈란타   | 1965–66   | 32   | 0    | 3    | 0  | -    | -    | -    | -    | 35   | 0    |
| 밀란       | 1966–67   | 28   | 0    | 5    | 0  | -    | -    | 5    | 0    | 38   | 0    |
| 밀란       | 1967–68   | 30   | 0    | 10   | 0  | 10   | 2    | -    | -    | 50   | 2    |
| 밀란       | 1968–69   | 30   | 0    | 3    | 0  | 7    | 0    | -    | -    | 40   | 0    |
| 밀란       | 1969–70   | 26   | 0    | 3    | 0  | 3    | 0    | 3    | 0    | 35   | 0    |
| 밀란       | 1970–71   | 28   | 0    | 12   | 0  | -    | -    | -    | -    | 40   | 0    |
| 밀란       | 1971–72   | 28   | 0    | 10   | 0  | 10   | 0    | -    | -    | 48   | 0    |
| 밀란       | 1972–73   | 28   | 0    | 5    | 0  | 8    | 0    | -    | -    | 41   | 0    |
| 밀란       | 1973–74   | 29   | 0    | 3    | 0  | 11   | 0    | -    | -    | 43   | 0    |
| 밀란       | 1974–75   | 11   | 0    | 5    | 0  | -    | -    | -    | -    | 16   | 0    |
| 밀란       | 1975–76   | 22   | 0    | 10   | 0  | 8    | 0    | -    | -    | 40   | 0    |
| 밀란       | 1976–77   | 18   | 0    | 5    | 0  | 5    | 0    | -    | -    | 28   | 0    |
| 몬차       | 1977–78   | 32   | 0    | 3    | 0  | -    | -    | -    | -    | 35   | 0    |
| 몬차       | 1978–79   | 9    | 0    | 0    | 0  | -    | -    | -    | -    | 9    | 0    |
| 밀란 합계  | 밀란 합계 | 278  | 0    | 71   | 0  | 62   | 2    | 8    | 0    | 419  | 2    |
| 경력 합계  | 경력 합계 | 457  | 0    | 79   | 0  | 62   | 2    | 8    | 0    | 605  | 2    |

* 유럽대항전에는 유러피언컵, 유러피언 컵위너스컵, UEFA컵, 그리고 UEFA 슈퍼컵 출전 경기 기록 포함

## 수상
밀란
- 세리에 A: 1967–68
- 코파 이탈리아: 1966–67, 1971–72, 1972–73, 1976–77
- 챔피언스리그: 1968–69
- UEFA 컵위너스컵: 1967–68, 1972–73
- 인터콘티넨털컵: 1969

이탈리아
- 유럽 선수권 대회: 1968 (명단 등록, 비출전 선수).

개인
- 밀란 명예의 전당[3]